# Fernando Ortega Bernés
Fernando Ortega Bernés, né le 16 février 1958 à Campeche, est un homme politique mexicain. Il est gouverneur de l'État mexicain de Campeche de 2009 à 2015,.